# スジイルカ属
スジイルカ属 (Stenella) は、鯨偶蹄目ハクジラ亜目マイルカ科に属する属の一つ。主に熱帯から温帯にかけての暖かい海域に生息する。

## 分類
スジイルカ属は以下の5種で構成される。
'スジイルカ属' Stenella
- マダライルカ Pantropical Spotted Dolphin, Stenella attenuata
- タイセイヨウマダライルカ Atlantic Spotted Dolphin, Stenella frontalis
- ハシナガイルカ Spinner Dolphin, Stenella longirostris
- クライメンイルカ Clymene Dolphin, Stenella clymene
- スジイルカ Striped Dolphin, Stenella coeruleoalba

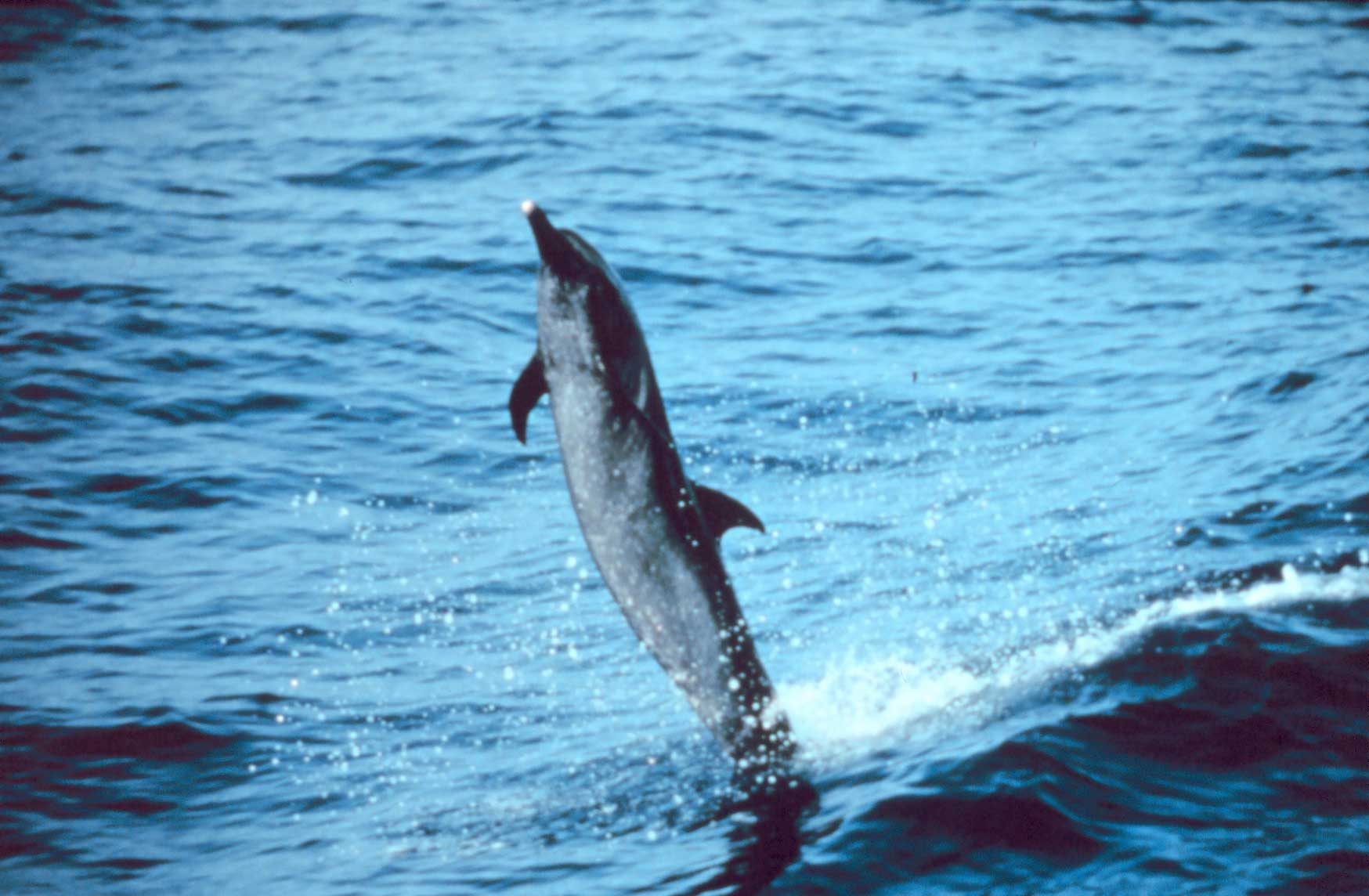
マダライルカ
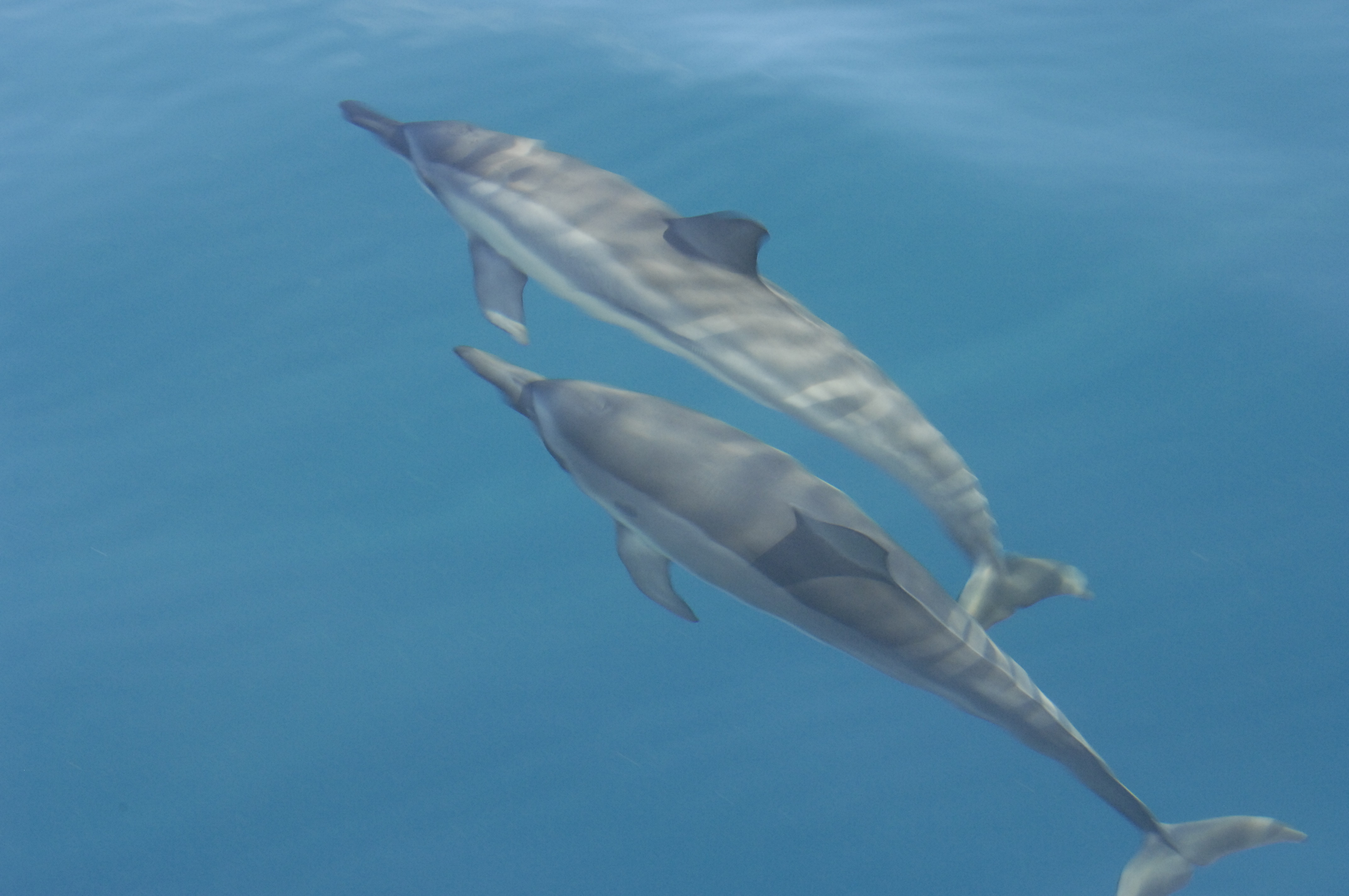
ハシナガイルカ
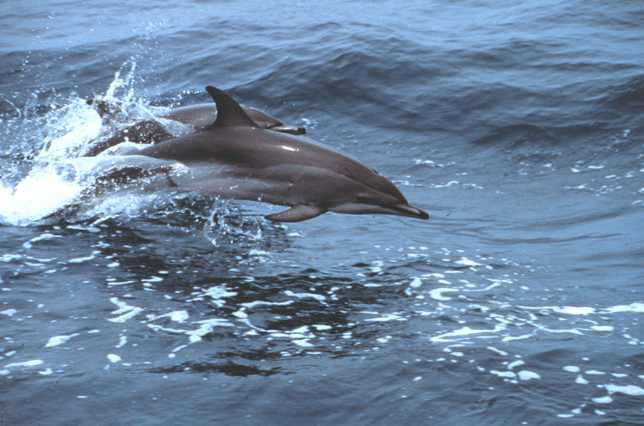
クライメンイルカ